# Koncentrator
Koncentrator ili čvorište (eng. hub) je sklop koji služi kao sredstvo preko kojeg se usredotočuje, odnosno preko kojeg se priključuje veći broj računala koja su povezana u istu računalnu mrežu.
Drugi nazivi za ovaj sklop koje se može naći u hrvatskoj literaturi su HUB, hub i hab.